# Goera paramika
Goera paramika är en nattsländeart som beskrevs av Schmid 1991. Goera paramika ingår i släktet Goera och familjen grusrörsnattsländor. Inga underarter finns listade i Catalogue of Life.